# Jordanië op de Olympische Zomerspelen 2000
Jordanië nam deel aan de Olympische Zomerspelen 2000 in Sydney, Australië. 

## Deelnemers en resultaten

### Atletiek
| Olympiër            | Discipline      | Resultaat | Prestatie                             |
| ------------------- | --------------- | --------- | ------------------------------------- |
| Mohamed Al-Kafraini | 800m (m)        | DSQ       | serie 1: gediskwalificeerd            |
|                     |                 |           |                                       |
| Nada Kawar          | kogelstoten (v) | 25e       | kwalificatie groep B: 13de met 15,67m |

### Paardensport
| Olympiër          | Discipline     | Resultaat      | Prestatie                       |
| Springconcours    | Springconcours | Springconcours | Springconcours                  |
| ----------------- | -------------- | -------------- | ------------------------------- |
| Haya bint Hussein | individueel    | 70e            | kwalificatie: 70ste met 109,25% |

### Schietsport
| Olympiër          | Discipline             | Resultaat | Prestatie                          |
| ----------------- | ---------------------- | --------- | ---------------------------------- |
| Mufid Al-Lawanseh | 50m geweer liggend (m) | 50e       | kwalificatie: 50ste met 581 punten |

### Taekwondo
| Olympiër            | Discipline | Resultaat | Prestatie                                                                 |
| ------------------- | ---------- | --------- | ------------------------------------------------------------------------- |
| Mohamed Al-Fararjeh | -80kg (m)  | 7e        | 1ste ronde: V van GER Ebnoutalib: 2-8 herkansingen: V van AUS Hansen: 4-5 |

### Tafeltennis
| Olympiër         | Discipline    | Resultaat | Prestatie                                                      |
| ---------------- | ------------- | --------- | -------------------------------------------------------------- |
| Tatiana Al-Najar | enkelspel (v) | 49e       | groep P: 3de V van SWE Svensson: 0-3 V van BLR Kostromina: 0-3 |

### Zwemmen
| Olympiër       | Discipline           | Resultaat | Prestatie                |
| -------------- | -------------------- | --------- | ------------------------ |
| Omar Abu-Fares | 200m wisselslag (m)  | 56e       | serie 1: 8ste in 2.21,22 |
|                |                      |           |                          |
| Hana Majaj     | 200m vlinderslag (v) | 36e       | serie 1: 4de in 2.31,78  |

Albanië · Algerije · Amerikaanse Maagdeneilanden · Amerikaans-Samoa · Andorra · Angola · Antigua en Barbuda · Argentinië · Armenië · Aruba · Australië · Azerbeidzjan · Bahama's · Bahrein · Bangladesh · Barbados · België · Belize · Benin · Bermuda · Bhutan · Bolivia · Bosnië en Herzegovina · Botswana · Brazilië · Britse Maagdeneilanden · Brunei · Bulgarije · Burkina Faso · Burundi · Cambodja · Canada · Centraal-Afrikaanse Republiek · Chili · China · Chinees Taipei · Colombia · Comoren · Congo-Brazzaville · Congo-Kinshasa · Cookeilanden · Costa Rica · Cuba · Cyprus · Denemarken · Djibouti · Dominica · Dominicaanse Republiek · Duitsland · Ecuador · Egypte · El Salvador · Equatoriaal-Guinea · Eritrea · Estland · Ethiopië · Fiji · Filipijnen · Finland · Frankrijk · Gabon · Gambia · Georgië · Ghana · Grenada · Griekenland · Groot-Brittannië · Guam · Guatemala · Guinee · Guinee‑Bissau · Guyana · Haïti · Honduras · Hongarije · Hongkong · Ierland · IJsland · India · Indonesië · Irak · Iran · Israël · Italië · Ivoorkust · Jamaica · Japan · Jemen · Joegoslavië · Jordanië · Kaaimaneilanden · Kaapverdië · Kameroen · Kazachstan · Kenia · Kirgizië · Koeweit · Kroatië · Laos · Lesotho · Letland · Libanon · Liberia · Libië · Liechtenstein · Litouwen · Luxemburg · Macedonië · Madagaskar · Malawi · Malediven · Maleisië · Mali · Malta · Marokko · Mauritanië · Mauritius · Mexico · Micronesië · Moldavië · Monaco · Mongolië · Mozambique · Myanmar · Namibië · Nauru · Nederland · Nederlandse Antillen · Nepal · Nicaragua · Nieuw-Zeeland · Niger · Nigeria · Noord-Korea · Noorwegen · Oeganda · Oekraïne · Oezbekistan · Oman · Oostenrijk · Pakistan · Palau · Palestina · Panama · Papoea-Nieuw-Guinea · Paraguay · Peru · Polen · Portugal · Puerto Rico · Qatar · Roemenië · Rusland · Rwanda · Saint Kitts en Nevis · Saint Lucia · Saint Vincent en Grenadines · Salomonseilanden · Samoa · San Marino ·  Sao Tomé en Principe · Saoedi-Arabië · Senegal · Seychellen · Sierra Leone · Singapore · Slovenië · Slowakije · Soedan · Somalië · Spanje · Sri Lanka · Suriname · Swaziland · Syrië · Tadzjikistan · Tanzania · Thailand · Togo · Tonga · Trinidad en Tobago · Tsjaad · Tsjechië · Tunesië · Turkije · Turkmenistan · Uruguay · Vanuatu · Venezuela · Verenigde Arabische Emiraten · Verenigde Staten · Vietnam · Wit-Rusland · Zambia · Zimbabwe · Zuid-Afrika · Zuid-Korea · Zweden · Zwitserland · Individuele olympische atleten